# 야마쿠라촌 (지바현)
야마쿠라촌(山倉村)은 지바현 가토리군에 일찍이 존재했던 촌이다. 

## 지리
- 현재의 가토리시의 동부, 구 야마다정 서부에 해당한다.
- 마을 지역은 고원과 평지가 뒤섞인 골짜기가 많은 지형이다.

## 역사
- 1889년 4월 1일 - 정촌제 시행에 수반해 가토리군 야마쿠라촌이 성립하였다.
- 1954년 8월 1일 - 후마정, 야쓰촌과 합병해, 야마다정이 신설되어, 동일 야마쿠라촌은 폐지되었다.

## 인구
| 1891년 | 3,005 |
| 1903년 | 3,548 |
| 1920년 | 3,931 |
| 1930년 | 4,115 |
| 1940년 | 4,432 |

## 참고문헌
- 角川日本地名大辞典編纂委員会『角川日本地名大辞典 12 千葉県』、角川書店、1984年（昭和59年） ISBN 4040011201